# Fredrik Lindblad
Carl Fredrik Lindblad, född  14 april 1969, är en svensk utbildningsföretagare och organisationskonsult. 
Fredrik är tidigare VD för Påhlmans Handelsinstitut samt tidigare VD för Medborgarskolans Friskolor i Stockholm  och för Medborgarskolan Stockholmsregionen . 
Han är också styrelseledamot för Humanova Utbildning AB samt styrelseledamot för Frelin organisationsutveckling AB.
Fredrik har tidigare arbetat som managementkonsult inom Ernst & Young Management Consulting och Capgemini samt som ekonomichef. Han har även utbildat sig till samtalscoach och organisationskonsult vid Humanova.